# 小ノヶ崎仙吉
小ノヶ崎 仙吉（おのがさき せんきち、1842年〈天保13年〉 - 1877年〈明治10年〉4月24日）は、尾張国中島郡（現在の愛知県一宮市）出身で境川部屋に所属した元力士。本名は山田 仙吉（安吉とする資料もある）。身長・体重は不明。最高位は東前頭5枚目。

## 経歴
故郷の尾張藩では良く働く親孝行者だったが、突然として江戸へ行って入門した。1867年11月場所で初土俵（序ノ口）を踏んだ。1873年12月場所で、尾張藩のお抱え力士となり、東十両7枚目（十枚目格）に昇進。十両では5割強の勝率だったが、番付運に恵まれ順調に昇進を重ねた。1876年4月場所で、新入幕を果たした。國見山半五郎，甲喜三郎と共に「尾張三人衆」との呼び名が高く、将来を大いに期待されたが、翌1877年1月場所後の4月24日に36歳（満34歳）で急死。6月場所の番付には、既に死去していたにもかかわらず、番付表に前頭5枚目で記載された（同様のケースは、1990年1月場所後に急死した龍興山一人の例がある。小ノヶ崎と全く同じの東前頭5枚目だった）。
幕内通算 3場所 7勝8敗2分13休（ただし、その内の10休は死後の場所に番付表として記載されたのみのカウントである。）の成績を残した。
改名歴なし。
幕末から明治初期に活躍した浮世絵師・2代蜂須賀国明によって描かれた、化粧廻し姿や着物姿での浮世絵が現存している。浮世絵の中には、同じ大相撲力士の盤石力勝の版木をすり替えて描かれた物もある。